# Mogielnica (powiat płocki)
Mogielnica – wieś sołecka w Polsce, położona w województwie mazowieckim, w powiecie płockim, w gminie Drobin.
| SIMC    | Nazwa              | Rodzaj    |
| ------- | ------------------ | --------- |
| 0563460 | Mogielnica-Kolonia | część wsi |
| 0563476 | Mogielniczka       | część wsi |

W latach 1975–1998 miejscowość należała administracyjnie do województwa płockiego.